# Francesco Pepe
Pour les articles homonymes, voir Pepe.
Francesco Alfonso Pepe (prononcé [pe.pe]), né le 3 août 1968 à Olten, dans le canton de Soleure, en Suisse, est un astrophysicien italo-suisse, professeur de l'Université de Genève, travaillant à l'Observatoire de Genève. Il est connu pour avoir participé à la découverte de plusieurs planètes extrasolaires, en particulier par la méthode des vitesses radiales, dont plusieurs d'importance historique. Il est également connu pour participer à l'élaboration d'instruments de pointe pour effectuer ces découvertes, tels HARPS et ESPRESSO. Il est le directeur de l'observatoire de Genève depuis le 15 juillet 2019.

## Biographie

### Carrière professionnelle
Francesco Pepe commence sa carrière professionnelle comme physicien en 1992 à l'École polytechnique fédérale de Zurich où, dans le cadre de sa thèse, il conçoit et développe un spectromètre sensible dans l'infrarouge lointain porté par ballon. Il s'est aujourd'hui spécialisé dans l'instrumentation astronomique et la recherche d'exoplanètes.
Francesco Pepe arrive à l'Observatoire de Genève en avril 1998 afin de poursuivre ses recherches en astronomie infrarouge. Peu après son arrivée, il est affecté au projet HARPS dont il est le chef de projet et l'ingénieur système. HARPS fut installé et mis en service avec succès en octobre 2003 sur le télescope de 3,6 mètres de l'ESO à La Silla au Chili et a depuis permis nombre de découvertes. Il s'est ensuite consacré au projet Astrometric survey of extra-solar planets with VLTI PRIMA (« Relevé astrométrique de planètes extrasolaires avec l'instrument PRIMA du VLTI »). En tant que chef de projet des lignes à retard différentiel et du logiciel astrométrique, il a participé à la construction d'une partie de l'instrument. Il est aujourd'hui membre de l'équipe scientifique du projet ESPRI par lequel sont attendus de nouveaux résultats avec PRIMA,.
Francesco Pepe est actuellement impliqué dans deux grands projets dont il est le chercheur principal. Le premier est HARPS-N, la copie septentrionale de HARPS,. Il a été installé en 2012 au Telescopio Nazionale Galileo (TNG) et est pleinement opérationnel à ce jour. Son principal objectif est le suivi des candidats de planète de la taille de la Terre découverts grâce au télescope spatial Kepler et la chasse aux nouvelles planètes de très faible masse dans l'hémisphère nord. Le deuxième projet est ESPRESSO, un spectrographe de nouvelle génération pour le Very Large Telescope (VLT),,. ESPRESSO aura une précision telle qu'il pourra trouver des planètes extrasolaires rocheuses dans la zone habitable de leur étoile.
En plus de ses projets et de son activité scientifique, il s'occupe à l'Observatoire de Genève de la coordination de projets et donne des cours sur l'instrumentation astronomique.

### Vie personnelle
Francesco Pepe est marié et a trois enfants. Ses passions sont sa famille, le football, la nature et la musique.

## Distinctions et récompenses
Il reçoit la médaille Tycho Brahe 2024 de la Société européenne d'astronomie pour le développement et l'exploitation de spectrographes à haute résolution ultra-stables qui ont révolutionné la détection et la caractérisation des exoplanètes de faible masse.